# Contea di Stanley
La contea di Stanley (in inglese Stanley County) è una contea dello Stato del Dakota del Sud, negli Stati Uniti. La popolazione al censimento del 2000 era di 2 772 abitanti. Il capoluogo di contea è Fort Pierre.